# Darijus Džervus
Darijus Džervus, né le 20 juillet 1990 à Klaipėda, est un coureur cycliste lituanien. 

## Biographie

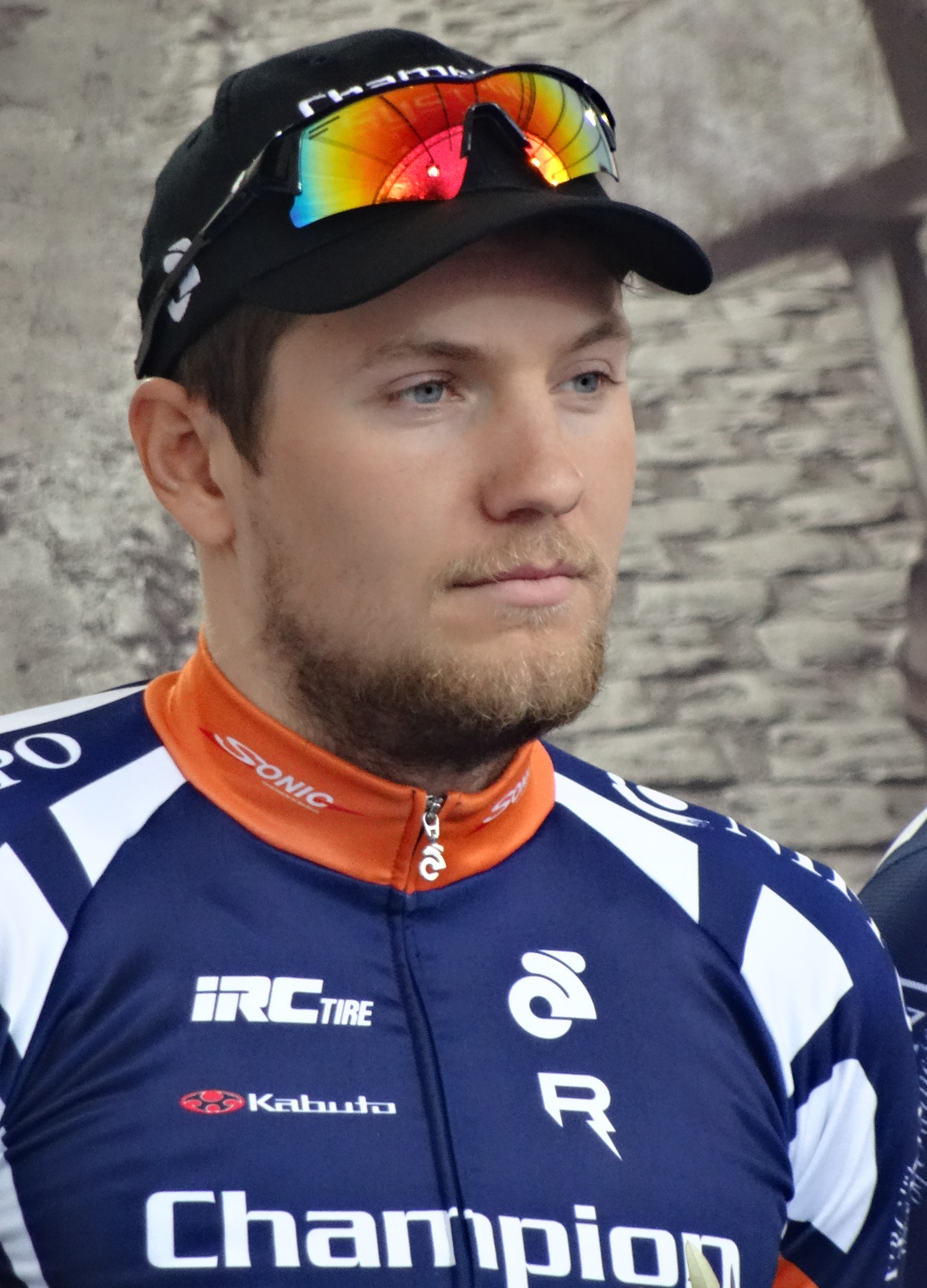
Darijus Džervus lors du départ de Kuurne-Bruxelles-Kuurne 2015.

Darijus Džervus est un coureur à la fois rapide au sprint et à l'aise dans les contre-la-montre. En 2010, alors qu'il était encore amateur, il a notamment terminé 14e du Grand Prix de Tallinn-Tartu et 15e du SEB Tartu GP respectivement remportés par Denis Flahaut et Tanel Kangert. Il s'était également imposé lors de la course régionale de Lokeren et lors de la première étape du Tour de la province d'Anvers.
En 2011, pour sa première saison en continentale sous les couleurs de la formation An Post-Sean Kelly, il prend part au Grand Prix d'ouverture La Marseillaise qu'il termine hors-délais. Il participe ensuite à l'Étoile de Bessèges qu'il termine à une anonyme 104e place. Vient ensuite le premier résultat notable pour lui puisqu'il se classe dixième de l'Handzame Classic, avant de prendre notamment part au Grand Prix de Denain qu'il termine 69e puis au Tour de Belgique et aux Boucles de la Mayenne avant de rejoindre la Lituanie pour y disputer son championnat national. Il prendra d'ailleurs la quatrième place du contre-la-montre. En août, il remporte en Belgique la course régionale de Kemzeke.
En 2012, de retour chez les amateurs, il participe notamment à À travers le Hageland, épreuve classée 1.2 à l'UCI Europe Tour, qu'il termine 38e. Il prend également part au Tour de Berlin, épreuve classée 2.2U. Il termine dixième de la première étape, remportée par le coureur allemand Michaël Hümbert et la sixième place lors de la cinquième étape remportée au sprint par Bryan Coquard. Il termine l'épreuve au 18e rang du classement général. En juin, il participe à nouveau à son championnat national et prend, une nouvelle fois, la quatrième du contre-la-montre. En juillet, il termine troisième du classement général du Tour du Brabant flamand. Il est ensuite sélectionné par son pays pour participer aux Championnats d'Europe à Goes. Il se classe 67e du contre-la-montre et 32e de la course en ligne. Il participe en août au Baltic Chain Tour. Il prend la dixième place de la troisième étape remportée par Yuriy Metlushenko au terme d'un sprint dans les rues de Riga. Le lendemain, il termine huitième d'une étape remportée par son compatriote Gediminas Bagdonas à Utena.
2013 marque son retour à l'échelon continental puisqu'il rejoint la formation Doltcini-Flanders de Geoffrey Coupé. Il commence sa saison à l'occasion du Samyn en février qu'il termine au 125e rang sous un froid polaire. Il décroche son premier succès de la saison lors d'une course régionale disputée à Naast début mars puis signe son premier Top 20 de la saison sur une course UCI à l'occasion de l'Handzame Classic en mars où il termine 20e. La période allant de fin mars à mi-avril est beaucoup plus compliquée pour lui puisqu'il abandonne à l'occasion de la Route Adélie de Vitré puis lors de la Val d'Ille Classic, sur le Grand Prix Pino Cerami, sur le Tour du Finistère, le Tro Bro Leon et sur Paris-Mantes-en-Yvelines. Il faut attendre Skive-Løbet, course 1.2 disputée au Danemark à la mi-avril pour le voir réapparaître dans les classements, à la 65e place. Le lendemain de cette épreuve danoise, il prend la 15e place du Himmerland Rundt, épreuve 1.2 disputée elle aussi au Danemark. Début mai, il se classe 18e du Ringerike Grand Prix en Norvège puis 11e de la Scandinavian Race Uppsala en Suède. Quelques jours plus tard, il prend une belle cinquième place sur la kermesse professionnelle de Puivelde. Début juin, il termine 21e du Jurmala Grand Prix en Lettonie avant de prendre le départ de son championnat national où il prendra la dixième place de la course en ligne. En juillet, il prend une belle neuvième place sur le Grand Prix de la ville de Geel remporté par Yves Lampaert avant de remporter une nouvelle course régionale en Belgique, à Sinaai. En août, il est aligné au départ du Tour de Guadeloupe puis du Baltic Chain Tour mais sans aucun résultat probant. Cependant, il s'imposera à nouveau sur une course régionale belge à Moorslede pendant ce mois. Il terminera sa saison par une belle neuvième place sur le Championnat des Flandres en septembre.
Pour 2014, Džervus décide de poursuivre l'aventure aux côtés de Geoffrey Coupé au sein de l'équipe désormais appelée Veranclassic-Doltcini. Il commence sa saison à l'occasion de Kuurne-Bruxelles-Kuurne, où il abandonne. Il abandonne également trois jours plus tard sur les routes du Samyn. Il poursuit sa saison sans résultat probant, et sous une pluie d'abandons, jusqu'en mai où il prend une satisfaisante septième place sur la première étape du Tour d'Estonie, remportée par Eduard-Michael Grosu. Il terminera 14e du classement général. Son mois de juin est lui aussi passé inaperçu puisqu'il termine 97e des Boucles de la Mayenne et 93e de la Ronde de l'Oise. Il se rend ensuite en Lituanie pour participer à ses championnats nationaux. Il terminera d'ailleurs cinquième du contre-la-montre avant de monter sur la deuxième marche du podium lors de la course en ligne. Il décroche son premier succès de la saison à la mi-juillet avec une victoire sur la course régionale de Keerbergen.

## Palmarès sur route

### Par années
| - 2008 - Trophée des Flandres - 2010 - 1re étape du Tour de la province d'Anvers - 2012 - Champion de Lituanie du contre-la-montre espoirs - 3e du Tour du Brabant flamand | - 2014 - 2e du championnat de Lituanie sur route - 2016 - 2e étape du Tour de Mersin - 2017 - 3e du championnat de Lituanie sur route |

### Classements mondiaux
| Année           | 2011 | 2012 | 2013 | 2014 | 2015 | 2016 | 2017 |
| --------------- | ---- | ---- | ---- | ---- | ---- | ---- | ---- |
| UCI Europe Tour | 900e |      | 921e | 407e |      | 489e | 617e |

## Palmarès sur piste
| - 2017 - Champion de Lituanie du scratch - Champion de Lituanie de vitesse par équipes - 2e du championnat de Lituanie d'omnium - 3e du championnat de Lituanie de course aux points - 2018 - Champion de Lituanie d'omnium - 2e du championnat de Lituanie de poursuite par équipes - 3e du championnat de Lituanie de course aux points - 2021 - 2e du championnat de Lituanie de poursuite par équipes - 2e du championnat de Lituanie de vitesse par équipes | - 2022 - Champion de Lituanie de poursuite par équipes - 2e du championnat de Lituanie de vitesse par équipes - 2e du championnat de Lituanie de course aux points - 3e du championnat de Lituanie du kilomètre - 3e du championnat de Lituanie de course à l'élimination |